# Manuel García Gargallo
Manuel García Gargallo (Barcellona, 24 giugno 1973) è uno scrittore spagnolo. Ha conseguito una laurea e un dottorato in Storia presso l'Università di Barcellona (UB) ed è specializzato nella storia dello sport. I suoi libri si sono concentrati sulla storia dello sport nelle Isole Baleari, in particolare sul calcio, ciclismo e corse di levrieri, più musica classica. È autore di articoli su riviste specializzate e sulla stampa delle Baleari sugli stessi temi. È stato un attivista per la conservazione del patrimonio culturale sportivo rivendicando la conservazione del Velodromo di Tirador di Palma e il suo recupero come area verde, insieme al vicino Canódromo Balear (futura Foresta Urbana dalla città di Palma).

## Opere
- Els origens de l'Atlètic Balears (1920-1942). Dels inicis a la fusió, Barcelona, Lulú, 2013, ISBN 9788409433551 (CA)
- 100 anys del Club Deportiu Consell. 1918-2018, Palma, Graficmon, 2017, ISBN 9788469764794 in collaborazione con Miguel Vidal Perelló (CA)
- El velòdrom de Tirador. Una història de l'esport a Mallorca, Palma, Illa Edicions, 2018, ISBN 9788494789014 (CA)
- Campeonatos Regionales de Baleares. Orígenes y desarrollo (1900-1940), Madrid, CIHEFE, 2019, ISBN 9788494869860 (ES)
- L'Atlètic Balears (1920-1942): Els primers anys d'una entitat centenària, Palma, Documenta Balear, 2020, ISBN 9788418441080 (CA)
- El Canòdrom Balear. Una historia del llebrer a Palma, Palma, Documenta Balear, 2021, ISBN 9788418441288 (CA)
- El mundo sonoro del siglo XX. 101 obras clásicas para un siglo, Palma, Documenta Balear, 2022, ISBN 9788418441714 (ES)